# 6112 Ludolfschultz
6112 Ludolfschultz este un asteroid din centura principală de asteroizi.

## Descriere
6112 Ludolfschultz este un asteroid din centura principală de asteroizi. A fost descoperit pe 28 februarie 1981 la Siding Spring de Schelte J. Bus. Asteroidul prezintă o orbită caracterizată de o semiaxă mare de 3,10 ua, o excentricitate de 0,26 și o înclinație de 14,3° în raport cu ecliptica.